# Leib Gurwicz
Aryeh Ze'ev (Leib) Gurwicz (nom de naissance Aryeh Ze'ev Kushelevsky (né en 1906 à Molėtai, Empire russe, aujourd'hui en Lituanie et mort le 20 octobre 1982 à Londres, Royaume-Uni) est un rabbin orthodoxe et rosh yeshiva à la yeshiva de Gateshead, au Royaume-Uni, pendant plus de trente ans. Il est le gendre du rabbin Elya Lopian. 

## Biographie
Aryeh Ze'ev Kushelevsky est né en 1906 à Molėtai, dans l'Empire russe, aujourd'hui en Lituanie.
Son père est le rabbin Moshe Aharon Kushelevsky, le rabbin de Molėtai, qui sera assassiné par les nazis. Il a un frère le rabbin Eliyahu (Elya) Kushelevsky (1910–1992), qui deviendra le Av Beth Din à Beer-Sheva en Israël.

### Études
Après sa Bar Mitzvah, il va étudier à Ukmergė, en Lituanie. Au bout d'un an et demi, il va à Vilnius, pour retrouver sa famille. Son père est retourné à Molėtai.
La yechiva de Mir s'était installée à Vilnius. Leib Gurwicz y devient un des plus jeunes étudiants.
Il doit changer modifier son passeport polonais. Les citoyens polonais demeurant en Lituanie risquaient l'expulsion, en raison de tensions politiques entre la Pologne et la Lituanie. Il va à Baranavitchy (Baranovitch) (aujourd'hui en Biélorussie) où un étudiant de la Yechiva de Baranavitchy l'aide à modifier son passeport. Il prend alors le nom de jeune fille de sa mère, Gurwicz. 
Il passe un an à la Yechiva de Baranavitchy.
Il retourne ensuite à la Yechiva de Mir, où au total il passe 8 ans.
Il va étudier ensuite avec le rabbin Yitzchok Zev Soloveitchik, le Brisker Rov.